# Florin Chilian
Florin Chilian (n. 14 decembrie 1968, București, România) este un  muzician, compozitor,  interpret, chitarist și jurnalist român.  

## Biografie
Florin Chilian s-a născut la sfârșitul anului 1968 în București.

### Familia
Provine dintr-o familie dezorganizată, părinții fiind despărțiți. De mic s-a confruntat cu nevoile și lipsurile.
Are o soră mai mare, Mihaela, de care a fost separat în copilărie și cu care s-a reîntâlnit în adolescență.
La vârsta de 12 ani se orientează către sport. Se înscrie la Clubul de ciclism Stirom București unde ajunge multiplu campion național de ciclism între anii 1981-1985 la probele șosea, pistă, contratimp individual și pe echipe. Cariera de ciclist de înaltă performantă avea și ea constrângerile ei ca de exemplu faptul că ar fi trebuit să-și continue studiile liceale la seral pentru a putea participa la antrenamentele intensive.

### Educație
A absolvit liceul Matei Basarab din București 1987.
 
Chilian are doar o diplomă de liceu pe care este mentionată specializarea „mecanic, întreținere mașini și utilaje”.
 
Nu are studii muzicale, declarându-se autodidact.

### Cariera artistică muzicală
În anul 1985, participând ca spectator la un concert Valeriu Sterian și Compania de sunet, în a cărui deschidere cânta Doru Stănculescu cu a sa melodie Shambala, se simte atras de înțelesurile acelei melodii care îi va schimba viața. Decide să renunțe la cariera sportivă și să învețe să cânte la chitară.
Omul care i-a îndrumat primii pași în muzică a fost un prieten din copilărie, Marcel Condruz, care l-a învățat primele acorduri de chitară.
În cadrul liceului Matei Basarab a facut parte din brigada artistică. Apoi a înființat formația Rubin,  participând ca voce și chitară, alături de Mirela Păun(voce și chitară), Adrian Năstase(chitară bas), Dan Cimpoieru(baterie).
Cu Rubin și brigada artistică a câștigat Premiul I la Festivalul Național „Cîntarea României” între anii 1984 și 1987.
După treapta a 2-a, în 1985 și după renunțarea la sport, pentru a își asigura traiul s-a angajat ca tehnician la Valeriu Sterian.
Primul său concert solo pe o scenă a fost în 1986 la Clubul Universitas. Atunci Mircea Vintilă i-a împrumutat chitara sa în cadrul unui concert Mircea Vintilă și Valeriu Sterian.
- În 2001, la 33 de ani, cu prețul unor mari sacrificii financiare personale, reușește să își lanseze primul album „Iubi - Interfața la realitate” care inițial a fost refuzat de toate casele de discuri din România. În cele din urmă reușește să îl pună pe piață cu ajutorul lui Romulus Arhire, la casa de discuri Soft Records. Albumul este foarte bine primit de publicul din zona underground. Cu ajutorul benevol al unui om pe care urma să-l cunoască după mulți ani (Teodorescu Alexandru a.k.a. „Oase” din Buzău ) albumul a devenit foarte cunoscut în lumea underground, Florin Chilian fiind solicitat pentru primul său concert ca artist profesionist în București în anul 2002. Totuși albumul, la epoca sa, nu a fost difuzat de rețelele de radio și televiziune. El conține hiturile „Iubi” și „Chiar dacă”.
- În 2004 semnează un contract cu casa de discuri Roton iar în luna septembrie a aceluiași an lansează cel de-al doilea album „Zece Porunci, raport despre starea națiunii, 1989-2004. Primul pas”, album ce conține hit-ul „Zece”. Albumul este bazat pe interpretarea muzical-laică a celor 10 Porunci biblice, Florin Chilian fiind primul și singurul om care a pus Cele zece porunci pe muzică, de 2000 de ani încoace. Timp de 4 ani, rețelele de radio și televiziune au refuzat difuzarea melodiei „Zece” pe motiv ca acest tip de muzică, doar voce și pian, „țineau de secolul XVI”.[5] Aceasta până când Giovanni Francesco, managerul canalului MTV România, a decis să difuzeze melodia „Zece” cu riscul de a-și pierde funcția. Succesul a fost instantaneu, melodia Zece ajungând pe prima poziție a topurilor MTV pentru o lungă perioadă de timp. Piesa „Zece” a reușit pâna la urmă să fie difuzată pe toate canalele de radio și TV iar pe YouTube este prima melodie românească ce a reușit să facă primul milion de vizualizări și să atingă ulterior peste 10 milioane de vizualizări.[5] Artistului i se conferă „Discul de aur” și „Discul de platină” pentru vânzari de către casa de discuri Roton.[6]
- În 2007 reediteaza primul album „Iubi - Interfață la realitate” și, la o lună de la lansare, i se conferă „Discul de aur” și „Discul de platină” pentru vânzări de către casa de discuri Roton.[7][8][9]
- În iunie 2010 lansează cel de-al treilea album „Autistul, nu-l mai goniți pe Brâncuși!”, album care în scurt timp atinge un nivel record de vânzari. Artistului i se conferă „Discul de aur” și „Discul de platină” pentru vânzări de către casa de discuri Roton. [10]
- În anul 2015 reziliază contractul cu Roton. Își creează propria casă de discuri cu ajutorul artistei Alina Manole.
- În 2017, lansează albumul „Pre@Clasic” la editura „Luna PR & Events”.[11] Pre@Clasic este o reinterpretare a muzicii clasice, albumul fiind gândit și scris în totalitate pentru cvartet de corzi - muzică de cameră și voce. Prin acest album, el inventează un nou gen muzical ce îmbină pop-ul cu muzica preclasică.[12][13]

Între anii 2005-2009, la sugestia lui Florian Pittiș, a prezentat la Radio România Tineret o emisiune tip  talk-show.
Între anii 2007-2009, la invitația lui Marius Tucă, a avut propria rubrică în Jurnalul Național, semnând săptămânal un editorial.
A mai semnat editoriale în ziarul Cotidianul.
Florin Chilian este cunoscut drept unul dintre artiștii români care s-a implicat activ și constant în numeroase acte de caritate, mare parte din câștigurile obținute prin muzică fiind donate celor care aveau nevoie.

Pentru totalitatea operelor sale muzicale este compozitor, textier și interpret.
Este membru al Uniunii Compozitorilor și Muzicologilor din România și din Marea Britanie.

## Premii și distincții
- Locul I la Festivalul de muzică folk Om Bun [24] [25][1]
- Premiul I și Marele premiu la „Festivalul internațional de muzică folk -  Ungheni“, Republica Moldova
- Albumul „Iubi - Interfață la realitate“ Discul de aur, Discul de platină [8][9]
- Albumul „Autistul, nu-l mai goniți pe Brâncuși!“ Discul de aur, Discul de platină [26]
- Albumul „Zece Porunci, raport despre starea națiunii, 1989-2004. Primul pas“ Discul de aur, Discul de platină [6]
- Premiul „Romanian Music Awards Best Male“ 2008 Florin Chilian cu melodia „Chiar dacă“ de pe albumul „Iubi - Interfață la realitate“ [27]
- Premiul „Albumul anului 2017“ pentru „Pre@Clasic“ decernat de către Radio România Actualități [28]

## Creații muzicale importante
- „Zece”
- „Chiar dacă...”
- „Iubi”
- „Nevastă mea”
- „Imnul de Stat”

## Discografie
- Iubi (interfață la realitate) (CD, Soft Records, 2001) (reeditat pe CD/MC de către Roton în 2008)
- 10 porunci. Raport despre starea națiunii 1989-2004. Primul pas (CD/MC, Roton, 2005)
- Autistul – Nu-l mai goniți pe Brâncuși! (CD, Roton, 2010)
- Pre@Clasic (4LP/3CD/USB memory stick, Luna PR & Events, 2017)
- PlânSuRâsul (CD/digital download, Luna PR & Events, 2017) [29]

## Filmografie
- Cu un pas înainte, 2007, PRO TV [30]